# Mur obronny

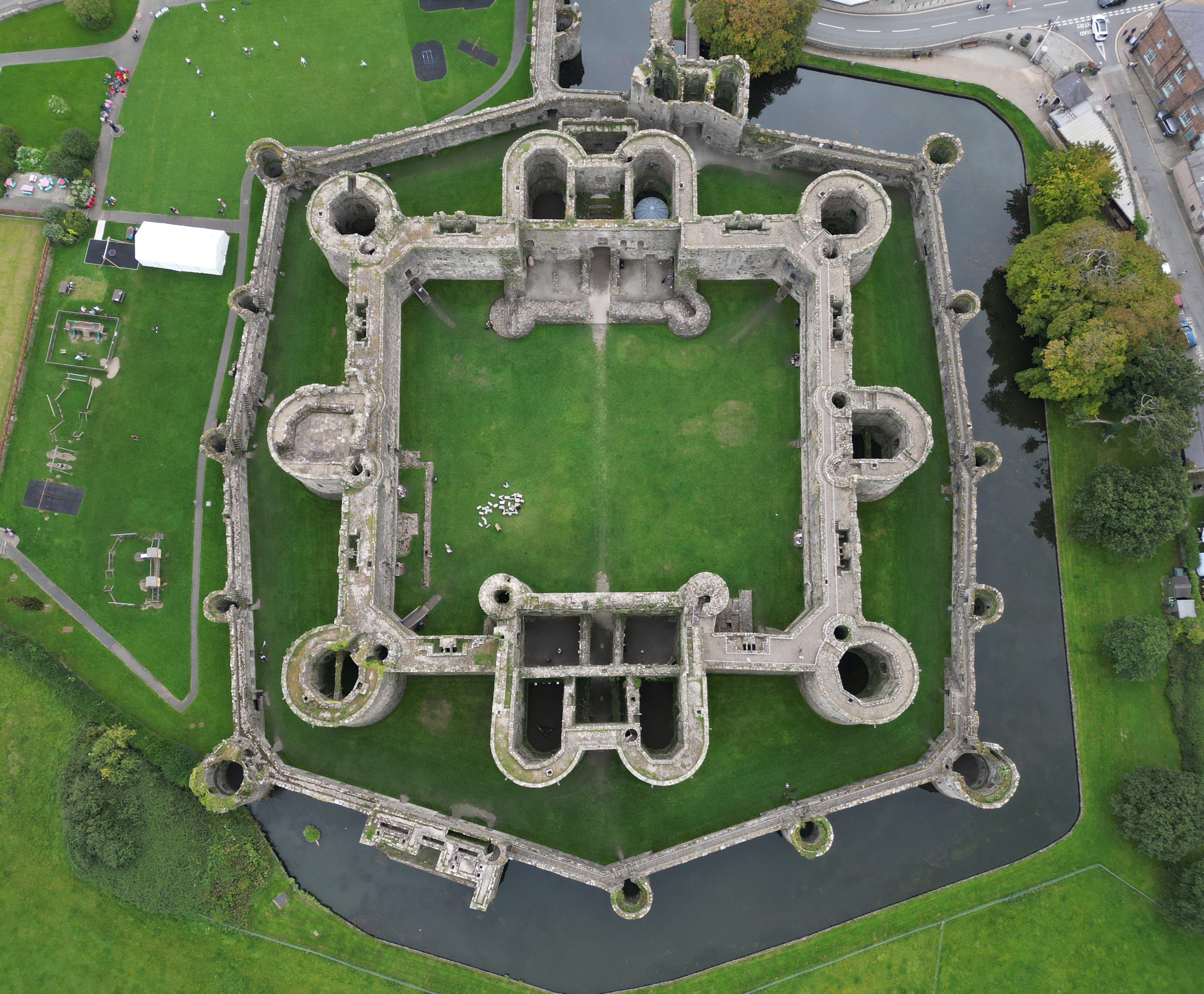
Mury obronne zamku w Beaumaris

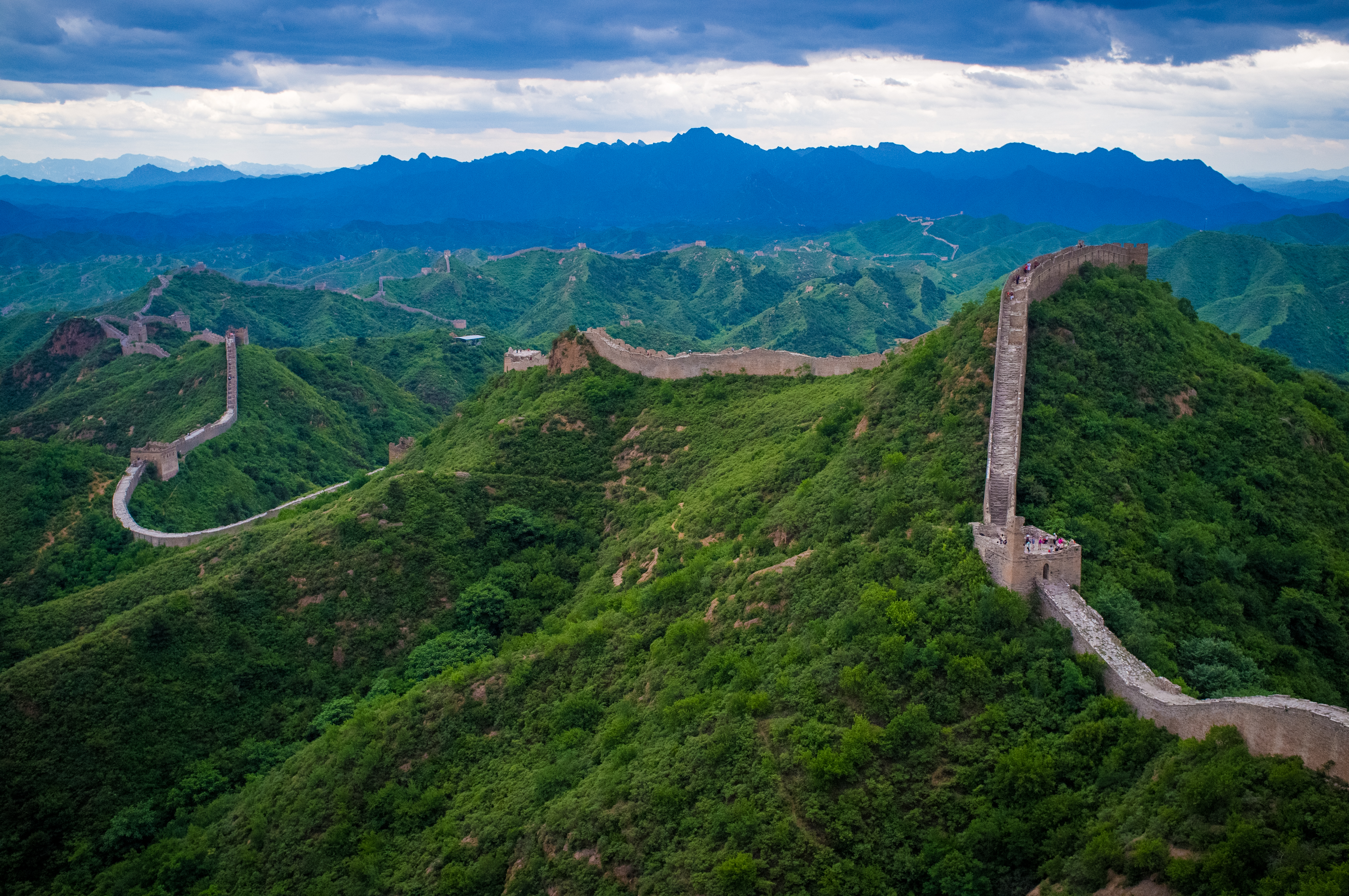
Wielki Mur Chiński, najdłuższy system murów obronnych w historii

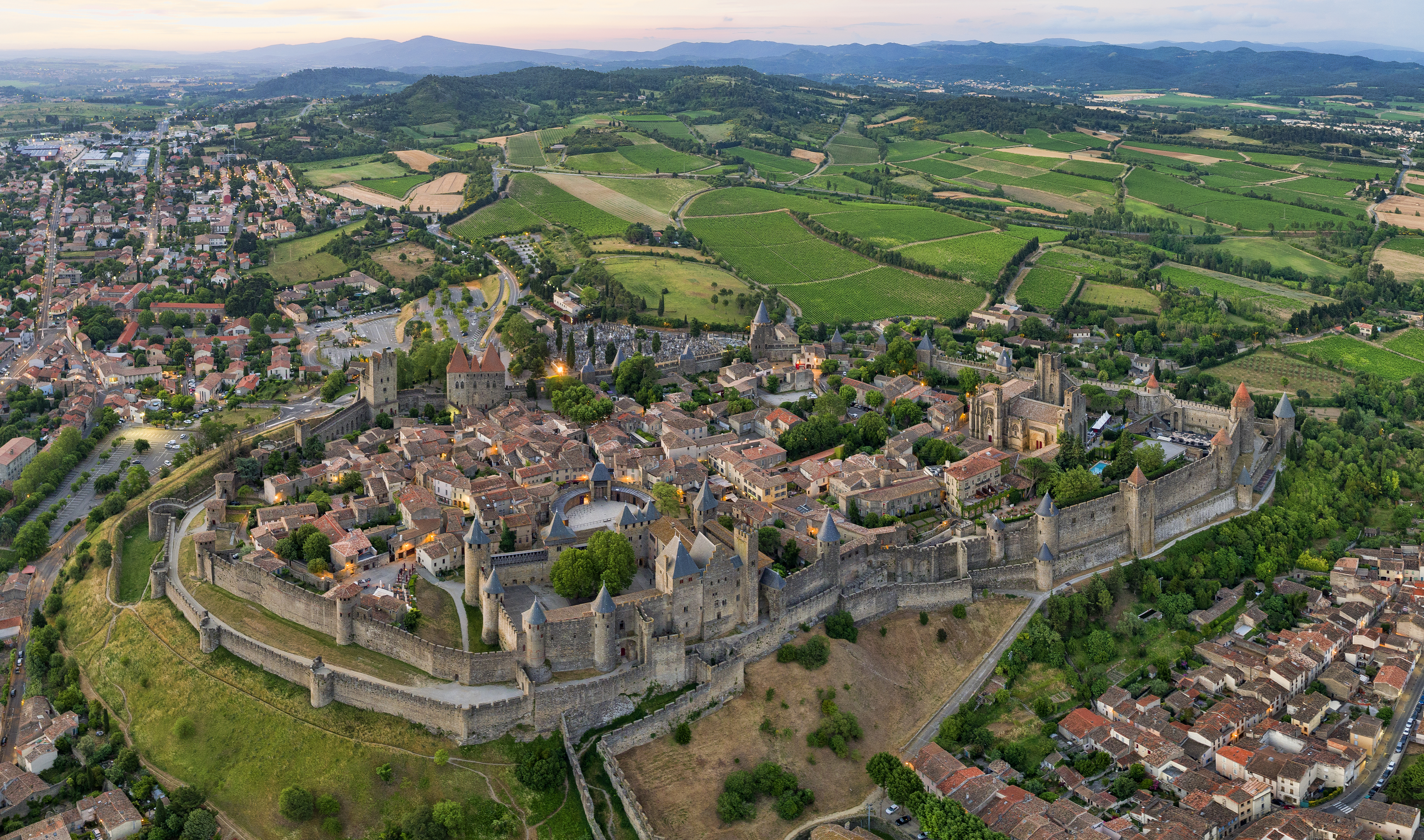
Mury miejskie w Carcassonne

Mur obronny – ciągła konstrukcja warowna w postaci muru wykonanego z kamienia lub cegły. Podstawowa część każdej murowanej fortyfikacji.
Mur obronny może stanowić zarówno samodzielną budowlę (np. Wielki Mur Chiński) lub stanowić zamkniętą zaporę fortyfikacyjną otaczającą miasto, zamek lub fort. Obronność muru zwiększały usytuowane w jego linii baszty i wieże oraz poprzedzające go od zewnątrz przedmurze i fosa, a także bramy, mosty zwodzone i barbakany.
Mury obronne zaczęły powstawać w starożytności, lecz szczególnie rozpowszechniły się w średniowieczu (były zwieńczone blankami oraz wyposażone w ganek dla obrońców).
Style murów obronnych:
- mur mezopotamski
- mur grecki
- mur perski
- mur rzymski
- mur bizantyjski
- mur frankoński
- mur normański
- mur włoski
- mur hiszpański

Przykłady murów wolnostojących:
- Mur Chiński
- Mur Trajana
- Mur Hadriana

Następcą muru obronnego były stałe linie fortyfikacji (Wał Pomorski, Linia Maginota, Linia Gustawa, Linia Zygfryda, MRU, Linia Mannerheima).